# Margarete Schütte-Lihotzky

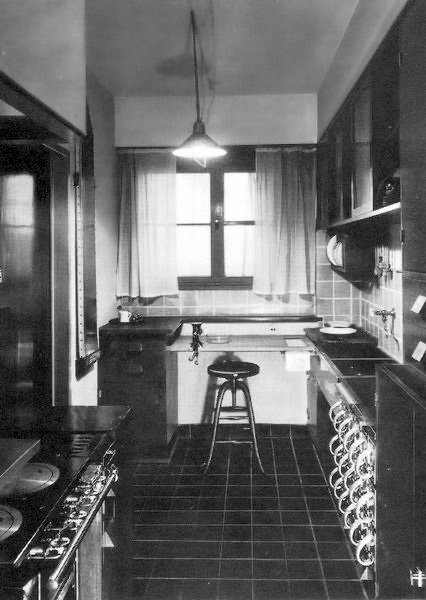
Cocina de Frankfurt

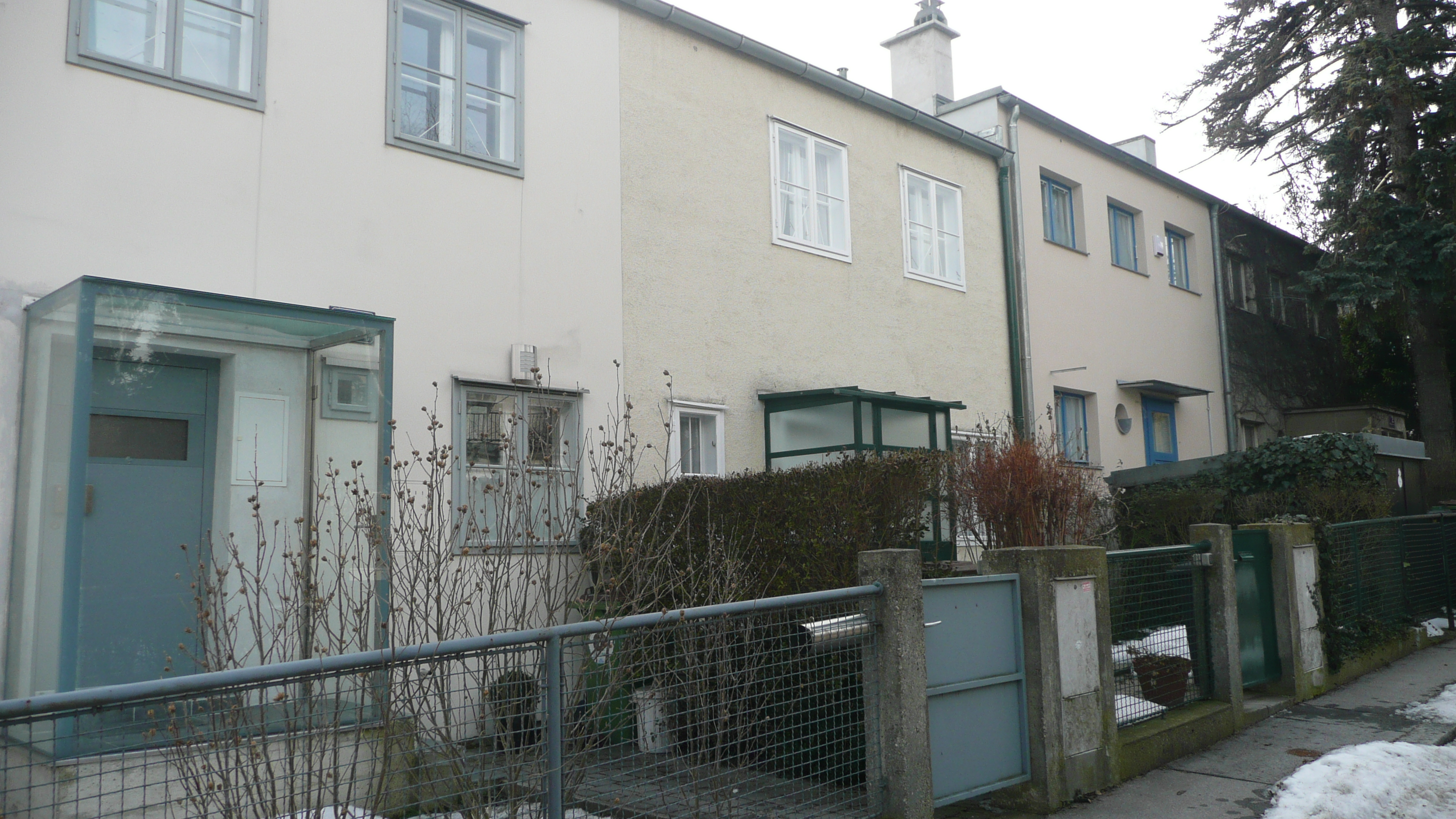
Werkbund Siedlung en Viena

Margarete Schütte-Lihotzky (23 de enero de 1897, Viena - ibídem, 18 de enero de 2000), fue la primera arquitecta austríaca. Es internacionalmente reconocida por el proyecto de la denominada cocina de Frankfurt en 1927.

## Trayectoria
Schütte-Lihotzky se graduó en 1918 y trabajó desde 1921 en el Secretaría de vivienda de Viena, con Adolf Loos como arquitecto jefe, proyectando viviendas y equipamientos domésticos. Ambos compartían la visión política y el interés en las estrategias economizadoras de la racionalización, como la reducción de los espacios de la vivienda a partir de la disminución funcional de sus componentes.
Desde sus inicios Schütte-Lihotzky dedicó gran esfuerzo a mejorar los espacios de los trabajos domésticos tanto desde la teoría, la política como el proyecto, conceptos estos que consideraba que esclavizaban a las mujeres.
En 1925 Ernst May la convocó para trabajar en Frankfurt para que incorporara sus propias ideas y experiencias de racionalización de la organización doméstica al programa de vivienda popular. En los primeros proyectos, que comenzaron a construirse en 1926, se instalaron la que será conocida como “cocina de Frankfurt” en la que Schütte-Lihotzky aplica todos los conocimientos que ya tenía desarrollados para el ahorro de trabajo en la organización doméstica. La cocina transformó la vivienda moderna, estaba pensada a partir de la eficiencia en el trabajo diario, con superficies metálicas y azulejadas de fácil limpieza, la relación modular de las partes y los avances tecnológicos. La cocina era un sistema modular, el primero en la historia, para abaratar costes con sistemas de elementos de fabricación en serie y que permitía variar su conformación y medida dependiendo el tipo de vivienda en la que se colocara.
En los proyectos innovadores de Frankfurt fueron muy importantes las aportaciones de Schütte-Lihotzky sobre las necesidades derivadas de diferentes experiencia vitales, como mujeres solas o parejas jóvenes, abogando por viviendas con programas específicos, sin que esto significara la segregación en grupos homogéneos sino todo lo contrario. Ella y su marido, el arquitecto Wilhelm Schütte, casados en 1927, vivieron en una de los nuevos apartamentos para parejas jóvenes de la Siedlung Praunheim.
Margarete Schütte-Lihotzky y Ernst May fueron quienes más difusión realizaron sobre los principios de las nuevas edificaciones. En la revista Das Neue Frankfurt, fundada por May, y en revistas internacionales y conferencias Schütte-Lihotzky argumentaba que: en Frankfurt eran los ingresos de las personas y no los ideales formales los que determinaban los proyectos; la racionalización y fabricación en serie son necesarias para obtener alquileres más bajos; la racionalización de la organización doméstica sirve especialmente para tener más tiempo para la educación de hijos, la cultura, el tiempo libre y el deporte; para construir viviendas mínimas es necesario determinar la necesidad mínima de superficie por familia; siendo imprescindibles los servicios domésticos centralizados. Schütte-Lihotzky confiaba en la liberación de la mujer por medio de la racionalización y del ahorro del tiempo utilizado en las tareas domésticas. A pesar de que desde la actualidad pudiéramos criticar que no hubiera planteado la ruptura del rol de la mujer como única responsable de las tareas domésticas, sus planteamientos fueron muy progresistas, generando uno de los progresos más significativos desde la arquitectura, tanto cualitativos como cuantitativos, para la mejora de la calidad de vida de las mujeres. Otras arquitectas realizaron una reflexión sobre el diseño de la cocina a principios del siglo XX: Jane Drew, Charlotte Perriand y Aino Aalto.
En octubre de 1930 Margarete y Wilheim dejan Frankfurt junto a Ernst May y 17 arquitectos más para seguir trabajando en las nuevas ciudades y conjuntos de vivienda de la Unión Soviética. Schütte-Lihotzky será la responsable de los proyectos de edificios para la infancia. Desde Moscú realizaron diversos viajes por la Unión Soviética, en 1934 se extendieron a China y Japón, coincidieron en este con Bruno Taut y su mujer exiliados. En China, dieron una serie de conferencias y Schütte-Lihotzky por encargo del gobierno redactó los criterios rectores para los jardines de infancia.
A principios de 1937 la pareja Schütte-Lihotzky abandonan la Unión Soviética y en agosto de 1938 se trasladaron definitivamente a Turquía, para trabajar en la Academia de Bellas Artes de Estambul, y proyectar escuelas para el ministerio de educación, por intermediación de Bruno Taut. Allí Margarete Schütte-Lihotzky se unió a la resistencia austríaca, por lo que entrará en Austria de manera clandestina en 1940, siendo atrapada por la policía, y condenada a pena de muerte, permutada por 15 años de cárcel. Estuvo presa hasta la liberación de Viena en 1945. En 1985 publicó un libro que recoge su experiencia de la guerra desde la resistencia y la cárcel Erinnerungen aus den Widestand, 1938-1945.
En febrero de 1947 el matrimonio vuelve a Viena, donde ejercieron la profesión tanto en proyectos conjuntos como individuales, se separaron en 1951. Entre 1946 y su muerte en el año 2000, Margarete Schütte-Lihotzky, permaneció muy activa en la profesión, haciendo especialmente proyectos de viviendas y jardines de infantes; dando conferencias; participando en los dos primeros CIAM de la postguerra. Sin embargo, su compromiso con el socialismo hizo que no recibiera los encargos acorde a su experiencia y prestigio.
Margarete Schütte-Lihotzky tuvo una posición comprometida desde el comienzo de su carrera respecto a la sociedad y la responsabilidad de las personas que ejercen la arquitectura, posición que marcará tanto su vida profesional como personal.

## Actividad política y activismo
Fundó con Lina Loos la Unión de las Mujeres Democráticas de Austria, de la que fue nombrada presidenta en 1948, y desde 1969 presidenta honoraria. En el primer Congreso de la Federación Internacional de Mujeres Democráticas reclamaba: el mantenimiento del sueldo durante enfermedades de los hijos para mujeres trabajadoras; modificaciones del derecho conyugal (modificado en Austria, en el sentido que ella reclamaba en 1976); el derecho a participar en la elección de los estudios y trabajo de los hijos; la condición de comunes de los bienes adquiridos durante el matrimonio; un día al mes para asuntos domésticos a las trabajadoras, y, entre otras, el reconocimiento de las labores de ama de casa como profesión.

## Reconocimientos
Casi al final de su vida recibió numerosos reconocimientos, como el del mérito por la liberación de Austria en 1978; el premio de arquitectura de Viena en 1980; la medalla Prechtl del Politécnico de Viena en 1987 y la Cruz de Honor de oro, máximo reconocimiento de Austria, en 1997.
En su honor fue nombrada como Margarete Schütte-Lihotzky – Hof la primera experiencia de Frauen WerksStadt en Viena, promovida por Eva Kail en 1993, y de la que ella misma fue jurado del concurso. Este proyecto se basa precisamente en las mismas premisas que ella entendía de cómo desde la arquitectura, desde un programa de vivienda, se podía facilitar la incorporación en igualdad de oportunidades de las mujeres en el mundo público. El Master Plan fue ganado y realizado por Franziska Ullmann, los edificios fueron proyectados por ella, Elsa Prochazka, Gisela Prodeka y Liselotte Peretti.